# Compañía Peruana de Teléfonos
La Compañía Peruana de Teléfonos S.A. o CPTSA fue una empresa pública peruana de telecomunicaciones y luego privatizada de teléfonos que operaba solamente en las ciudades de Lima y el Callao.

## Historia
Creada el 25 de junio de 1920, se crea la Compañía Peruana de Teléfonos Ltda., fusionándose luego con la británica Peruvian Telephone Company, fundada en 1888. Ya para ese entonces, el servicio telefónico contaba con solo cuatro mil teléfonos a nivel nacional, siendo todas manuales. Luego en 1930, la empresa International Telephone and Telegraph Corporation (ITT), adquiere el 60% de las acciones, para el mes de diciembre, la primera central automática en el jirón Washington en Lima empieza a funcionar, con capacidad para 2000 líneas más.
La dictadura autodenominada Gobierno Revolucionario de la Fuerza Armada decide nacionalizar a CPT el 25 de marzo de 1970. Luego, en 1973, expropia a la CPT y a la Empresa Nacional de Telecomunicaciones (fundada un año antes), siendo esta última quien asume los servicios que brindaba las sucursales peruanas de la ITT y la Ericsson en el interior del país y quedando la CPT con los servicios en el área metropolitana de Lima. En mayo de 1974, CPT empezó a operar la red troncal de microondas.
En los años 1980, CPT introdujo las cabinas públicas con el sistema de fichas RIN, que se conseguían en bodegas a un precio económico (entre 30 y 50 céntimos de sol).

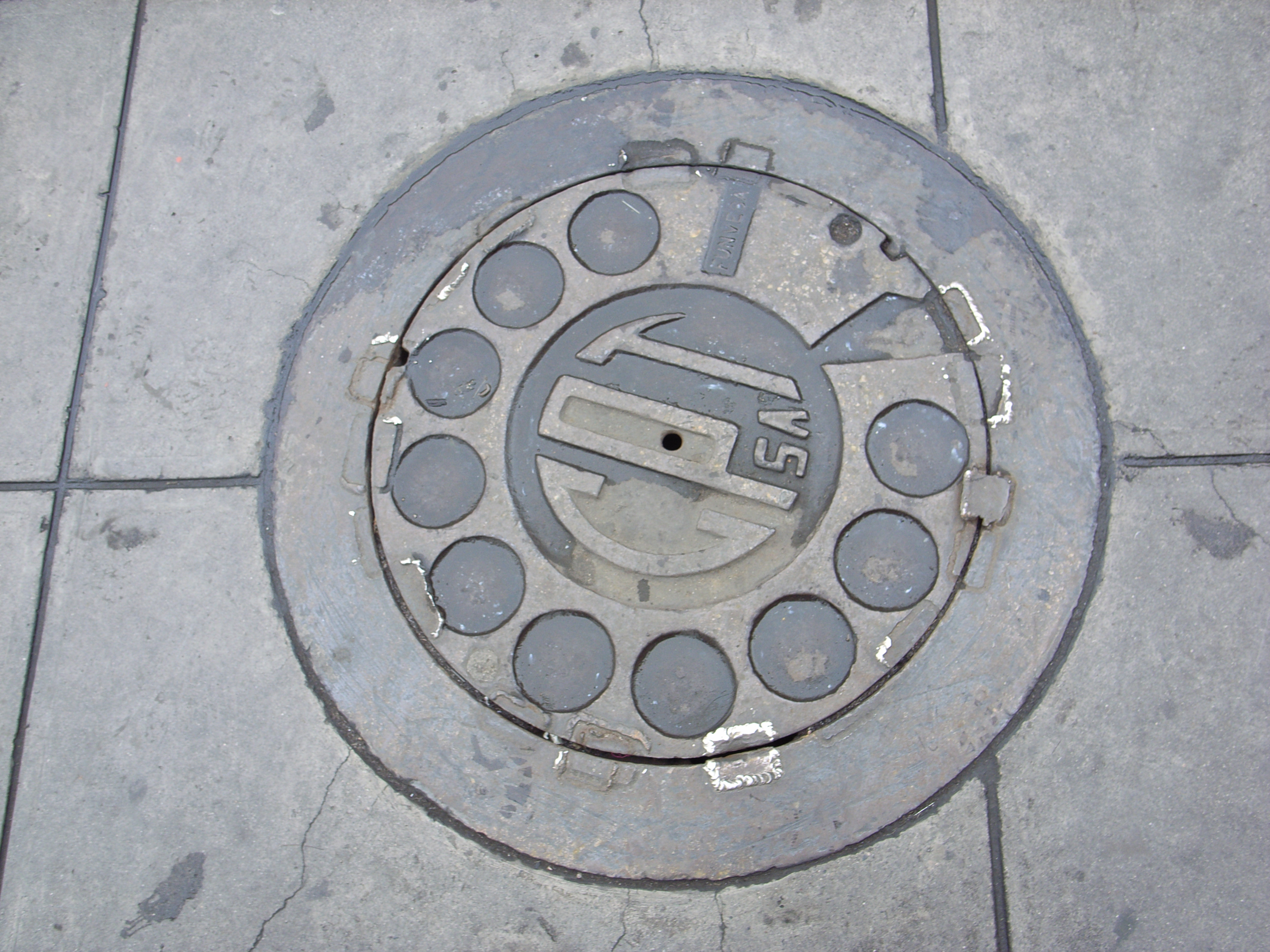
Tapa de registro de la CPT en Lima con forma de disco de marcar.

En 1985, durante el mes de julio se implementó la red de enlaces de fibra óptica. El presidente de la CPT, el 4 de junio de 1993, informó de la privatización de la empresa pasando a ser una sociedad anónima y que las acciones pertenecientes al Estado se venderían al sector privado. Ese mismo año lanzó su propia empresa de televisión por cable llamada Cable Mágico (fundado por la filial CPT Teledata).
En 1994, CPT crea la subsidiaria CPT Celular, enfocada en la telefonía móvil. Durante el gobierno de Alberto Fujimori, las acciones de la Compañía Peruana de Teléfonos fueron vendidas a la empresa española Telefónica junto con la empresa estatal ENTEL Perú, con la que se fusionó previamente. Tras ello se resolvió la escasez de los teléfonos en la ciudad de Lima Metropolitana.

## Empresas subsidiarias
- CPT Celular (Luego MoviLine, hoy Movistar)
- Cable Mágico (actual Movistar TV)
- GUITEL - Páginas Amarillas (existió hasta 1999, actualmente parte de hibu)
- CPT Teledata (actualmente dividido entre Telefónica Multimedia y Empresas)
- CPT Telequipos (Actualmente Telefónica Servicios Comerciales)

## Eslóganes
- 1985-1991: Una empresa privada dirigida ahora por sus propietarios.[5]
- 1991-1993: Señal de Futuro.[6]
- 1993-1995: Empresa Privada de Telecomunicaciones